# Hauptendorf
Hauptendorf ist ein Gemeindeteil der Stadt Herzogenaurach im Landkreis Erlangen-Höchstadt (Mittelfranken, Bayern). Hauptendorf liegt in der Gemarkung Burgstall.

## Geographie
Das Dorf liegt südlich des Kernortes Herzogenaurach. Durch den Ort fließt der Litzelbach. Dieser mündet am nördlichen Ortsrand in den Schleifmühlbach und dieser wiederum unweit nördlich als rechter Zufluss in die Mittlere Aurach, an dessen Südufer der Ort liegt. Nördlich des Ortes erhebt sich der Gemeindeberg (327 m ü. NHN).

## Geschichte
Der Ort wurde 1348 im Bamberger Urbar erstmals urkundlich erwähnt. Das bambergische Amt Herzogenaurach hatte alle Herrschaftsrechte, Steuer und Gült im Ort inne. Die Hälfte des Zehnts war seit 1348 an Konrad Groß, den Gründer des Nürnberger Heilig-Geist-Spitals verpfändet. Nach dessen Ableben ging der Zehnt an diese Stiftung über. Infolge des Dreißigjährigen Krieges wurde der Ort zur Wüstung. Der Herzogenauracher Amtmann von Püttner kaufte diese um 1650 auf und ließ Bauern ansiedeln. Dessen Erben verkauften 1690 den Ort wieder an das Amt Herzogenaurach.
Gegen Ende des 18. Jahrhunderts gab es in Hauptendorf 8 Anwesen (3 Güter, 4 Gütlein, 1 Hirtenhaus). Das Hochgericht übte das brandenburg-ansbachische Stadtvogteiamt Langenzenn aus. Die Dorf- und Gemeindeherrschaft sowie die Grundherrschaft über alle Anwesen hatte das bambergische Amt Herzogenaurach.
Von 1797 bis 1808 unterstand der Ort dem Justiz- und Kammeramt Cadolzburg. Im Rahmen des Gemeindeedikts wurde Hauptendorf dem 1808 gebildeten Steuerdistrikt Obermichelbach zugeordnet. Es gehörte der im selben Jahr gegründeten Ruralgemeinde Burgstall an.
Am 1. Januar 1972 wurde Hauptendorf im Zuge der Gebietsreform in die Stadt Herzogenaurach eingegliedert.

### Baudenkmäler
Als Baudenkmale sind die Martersäule und die Wegkapelle (beide Hauptendorfer Straße 5, Nähe Hauptendorfer Straße) ausgewiesen.

### Einwohnerentwicklung
| Jahr      | 001818 | 001861 | 001871 | 001885 | 001900 | 001925 | 001950 | 001961 | 001970 | 001987 | 002007 | 002020 | 002023 |
| Einwohner | 93     | 127    | 120    | 122    | 163    | 193    | 305    | 381    | 464    | 535    | 991    | 1054   | 1013   |
| Häuser    | 9      |        |        | 23     | 29     | 34     | 39     | 61     |        | 129    |        |        |        |
| Quelle    | [ 9 ]  | [ 10 ] | [ 11 ] | [ 12 ] | [ 13 ] | [ 14 ] | [ 15 ] | [ 16 ] | [ 17 ] | [ 18 ] |        | [ 1 ]  | [ 1 ]  |

## Religion
Der Ort ist römisch-katholisch geprägt und nach St. Magdalena (Herzogenaurach) gepfarrt. Seit Anfang des 20. Jahrhunderts gibt es auch Einwohner evangelisch-lutherischer Konfession, die ursprünglich nach Heilig Geist (Obermichelbach) gepfarrt waren, seit Mitte des 20. Jahrhunderts sind sie in die Evangelische Stadtkirche (Herzogenaurach) gepfarrt.

## Verkehr
Eine Gemeindeverbindungsstraße führt zur Staatsstraße 2263 bei Niederndorf (0,3 km nördlich) bzw. nach Burgstall (2 km südwestlich).
Hauptendorf liegt an der mittlerweile eingestellten Bahnstrecke Erlangen-Bruck-Herzogenaurach. Es besaß einen eigenen Haltepunkt. Nach aktueller Planung (2017) soll auf selber Strecke die Stadt-Umland-Bahn Erlangen verlaufen.